# Hely
Hely (německy Nassendorf) je malá vesnice, část města Krásná Lípa v okrese Děčín. Nachází se asi 2,5 km na západ od Krásné Lípy. Je zde evidováno 10 adres. V roce 2011 zde trvale žilo devět obyvatel.
Hely leží v katastrálním území Krásný Buk o výměře 2,21 km².

## Historie
První písemná zmínka o obci pochází z roku 1614.
Do poloviny 20. století tvořili obyvatelstvo obce čeští Němci. Po druhé světové válce byli němečtí starousedlíci vysídleni a obec se takřka úplně vylidnila.

## Obyvatelstvo
|                                                                      | 1869 | 1880 | 1890 | 1900 | 1910 | 1921 | 1930 | 1950 | 1961 | 1970 | 1980 | 1991 | 2001 | 2011 |
| -------------------------------------------------------------------- | ---- | ---- | ---- | ---- | ---- | ---- | ---- | ---- | ---- | ---- | ---- | ---- | ---- | ---- |
| Obyvatelé                                                            | 193  | 168  | 191  | 148  | 161  | 116  | 125  | 11   | 8    | 50   | 5    | 5    | 11   | 9    |
| Domy                                                                 | 26   | 26   | 26   | 28   | 24   | 25   | 24   | 24   | .    | 15   | 1    | 2    | 3    | 3    |
| Počet domů z roku 1961 je zahrnut v domech místní části Krásná Lípa. |      |      |      |      |      |      |      |      |      |      |      |      |      |      |